# Монік Александер
Мо́нік Алекса́ндер (англ. Monique Alexander), нар. 26 травня 1982 року, Вальєхо, Каліфорнія, США) — американська порноакторка та модель.

## Біографія
З 2004 по 2009 роки мала контракт зі студією Vivid Entertainment. Після кількох років знімання тільки в лесбійських фільмах з 2005 року почала зніматися і з чоловіками.

## Нагороди
- 2008 AVN Awards — Найкраща лесбійська сцена — Sex & Violins[4]
- 2008 AVN Award — Найкраща групова сцена — Debbie Does Dallas… Again[4]
- 2009 AVN Awards — Найкраща сцена вдвох — Cry Wolf[5]
- 2011 AVN Awards — Найкраща лесбійська сцена вдвох — Meow![6]
- 2017 — включена до Зали слави AVN[7]